# Louis-Constantin Boisselot
Louis-Constantin Boisselot (urodził się 11 marca 1809 roku, zmarł 5 czerwca 1850 roku w Marsylii) – francuski producent fortepianów, urodzony w Montpellier. W listopadzie 1835 roku poślubił Fortunée Funaro, córkę kupca z Marsylii. Mieli syna, Marie-Louis-François Boisselot (1845–1902), znanego po prostu jako Franz, ponieważ miał za ojca chrzestnego Franza Liszta (1811–1886), wieloletniego przyjaciela rodziny. 
Na Wystawie Paryskiej w 1844 zaprezentował fortepian, który poprzedzał „mechanizm sostenuto”, który Steinway ponownie wprowadził w 1874 roku. Biznes był kontynuowany przez kolejne pokolenia jego rodziny aż do końca XIX wieku.
W zbiorach Klassik Stiftung Weimar znajduje się fortepian z warsztatu Boisselot & Fils (Marsylia 1846), który był prezentem dla Franca Liszta i na którym powstały kompozycje z lat weimarskich. Liszt wyraził swoje oddanie temu instrumentowi w liście do Xaviera Boisselota w 1862 roku: „Chociaż klawisze są prawie zniszczone przez bitwy, które toczyła na nich muzyka z przeszłości, teraźniejszości i przyszłości, nigdy nie zgodzę się by to zmienić i postanowiłem zachować go do końca moich dni, jako najlepszy instrument do pracy”. 
Budowniczy fortepianów Paul McNulty został wybrany przez Klassik Stiftung Weimar do wykonania kopii prywatnego fortepianu  Boisselot Liszta z 1846 roku. Instrument ten powstał z okazji obchodów 200-lecia urodzin Liszta jako projekt rządu południowych Niemiec. Zarówno oryginał, jak i kopia, są własnością Stiftung Weimar.